# Summit Ridge
Summit Ridge (englisch für Gipfelgrat) ist ein 380 m hoher und 800 m langer Gebirgskamm im Norden des Grahamlands auf der Antarktischen Halbinsel. Auf der Trinity-Halbinsel ragt er 3 km südlich des Kopfendes der Hope Bay auf. Vom nordwestlich aufragenden Passes Peak trennt ihn der Summit Pass.
Teilnehmer der Schwedischen Antarktisexpedition (1901–1903) unter der Leitung Otto Nordenskjölds waren die Ersten, die dieses Gebiet erkundeten. Der Falkland Islands Dependencies Survey kartierten diesen Gebirgskamm im Jahr 1945. Sie benannten ihn zudem in Anlehnung an die Benennung benachbarten Summit Pass.